# Jacob Elias la Fargue
Jacob Elias la Fargue (ook wel bekend als Jacques Elie la Fargue), (Voorburg, 29 december 1735 - Den Haag, na 1778) was een Nederlands schilder, tekenaar, pentekenaar, en aquarellist. Hij was een telg van een familie waar meer kunstenaars uit voortkwamen, zoals Maria Margaretha la Fargue en Paulus Constantijn la Fargue. Hij was sedert 1761 lid van het kunstgenootschap Confrerie Pictura.
- Biografisch Portaal: 63973152
- International Standard Name Identifier: 0000 0000 6832 7203
- Nederlandse Thesaurus van Auteursnamen: 151487421
- RKD-Nederlands Instituut voor Kunstgeschiedenis: 27329
- Union List of Artist Names: 500015721
- Virtual International Authority File: 95777498
- WorldCat: E39PBJwxJPDGcDFDDRHTF6Pmh3